# آلان رودولف
آلان رودولف (بالإنجليزية: Alan Rudolph) (و. 1943  م) هو مخرج أفلام، وكاتب سيناريو أمريكي، ولد في لوس أنجلوس، بدأ مشواره المهني سنة 1972.

## وصلات خارجية
- آلان رودولف على موقع IMDb (الإنجليزية)
- آلان رودولف على موقع الموسوعة البريطانية (الإنجليزية)
- آلان رودولف على موقع مونزينجر (الألمانية)
- آلان رودولف على موقع ألو سيني (الفرنسية)
- آلان رودولف على موقع ميوزك برينز (الإنجليزية)
- آلان رودولف على موقع أول موفي (الإنجليزية)
- آلان رودولف على موقع قاعدة بيانات الأفلام السويدية (السويدية)
- آلان رودولف على موقع إن إن دي بي (الإنجليزية)
- آلان رودولف على موقع ديسكوغز (الإنجليزية)
- آلان رودولف على موقع قاعدة بيانات الفيلم (الإنجليزية)